# Rokuanvaara
Rokuanvaara är en kulle i Finland.   Den ligger i den ekonomiska regionen  Oulunkaari  och landskapet Norra Österbotten, i den centrala delen av landet, 500 km norr om huvudstaden Helsingfors. Toppen på Rokuanvaara är 182 meter över havet.
Terrängen runt Rokuanvaara är huvudsakligen platt. Rokuanvaara är den högsta punkten i trakten. Runt Rokuanvaara är det mycket glesbefolkat, med 2 invånare per kvadratkilometer. Närmaste större samhälle är Vaala, 15,9 km öster om Rokuanvaara. I omgivningarna runt Rokuanvaara växer i huvudsak barrskog.